# Ортофосфат серебра(I)
Ортофосфат серебра(I) — неорганическое соединение, 
соль металла серебра и ортофосфорной кислоты с формулой Ag3PO4,
жёлтые кристаллы,
не растворяется в воде.

## Получение
- Действие гидрофосфата натрия (либо фосфорной кислоты) на нитрат серебра(I):

{\displaystyle {\mathsf {3AgNO_{3}+2Na_{2}HPO_{4}\ \rightleftarrows \ Ag_{3}PO_{4}\downarrow +3NaNO_{3}+NaH_{2}PO_{4}}}}

## Физические свойства

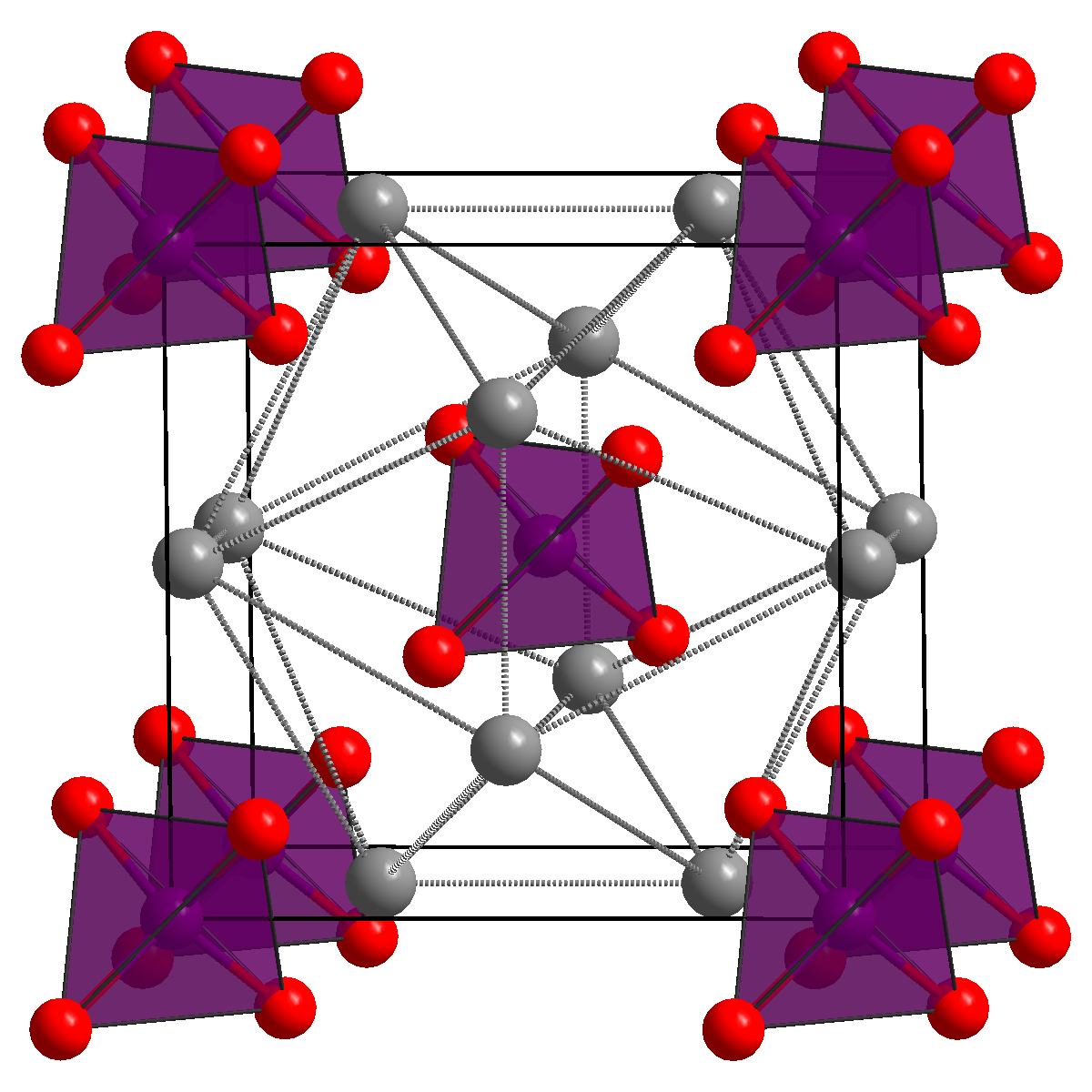
Структура

Ортофосфат серебра(I) образует жёлтые кристаллы
кубической сингонии,
пространственная группа P m3n,
параметры ячейки a = 0,599 нм, Z = 2.
Чувствителен к свету. Мало растворим в воде ПР(Ag3PO4)=1,8⋅10−16 (t=25 °C). Растворяется в аммиаке, минеральных кислотах. Молярная электропроводность при бесконечном разведении при 25 °C равна 392,7 См·см²/моль.

## Применение
Применяют для изготовления светочувствительной бумаги и эмульсий.